# Svartsjukans följder
Svartsjukans följder är en svensk film från 1916 i regi av Edmond Hansen. 

## Om filmen
Filmen premiärvisades 31 januari 1916 på biograf  Strix i Stockholm. Filmen spelades in vid Svenska Biografteaterns ateljé på Lidingö av Carl Gustaf Florin.

## Roller
- Edmond Hansen – Pilbom, grosshandlare
- Stina Berg – Stina Pilbom, hans hustru
- Erik A. Petschler – Herr Petsén, handelsresande
- Elis Ellis